# Ана Алісія
Ана Алісія (англ. Ana Alicia; нар. 12 грудня 1956) — мексиканська акторка.

## Біографія
Ана Алісія Ортіс народилася в Мехіко, де її батько і мати працювали на фабриці з виробництва одягу. Її сім'я переїхала в Ель-Пасо, штат Техас, коли Ана Алісія була дитиною, а пізніше вона отримала стипендію на навчання в Коледжі Уелслі, проте вважала за краще вивчати акторську майстерність в Університеті Техасу.
У 1977 році Ана Алісія переїхала в Лос-Анджелес, де почала кар'єру в кіно і на телебаченні. У тому ж році вона отримала постійну роль в денній мильній опері «Надія Райан». Після п'ятнадцяти місяців зйомок у шоу вона його покинула і почала з'являтися в прайм-тайм, в таких серіалах як «Зоряний крейсер „Галактика“» і «Бак Роджерс в XXV столітті». У 1981 році вона з'явилася у фільмі «Хеллоуїн 2»
Ана Алісія найбільш відома по своїй ролі Меліси Агретти, зіпсованою і багатої спадкоємиці виноградника, в телесеріалі «Фелкон Крест». Вона знімалася в шоу з 1982 по 1989 рік. У 1989 році вона зіграла головну жіночу роль у фільмі «Ромеро», а пізніше з'явилася в декількох телефільмах. У 1994 році вона вийшла заміж і незабаром народила двох дітей.